# Kaaper

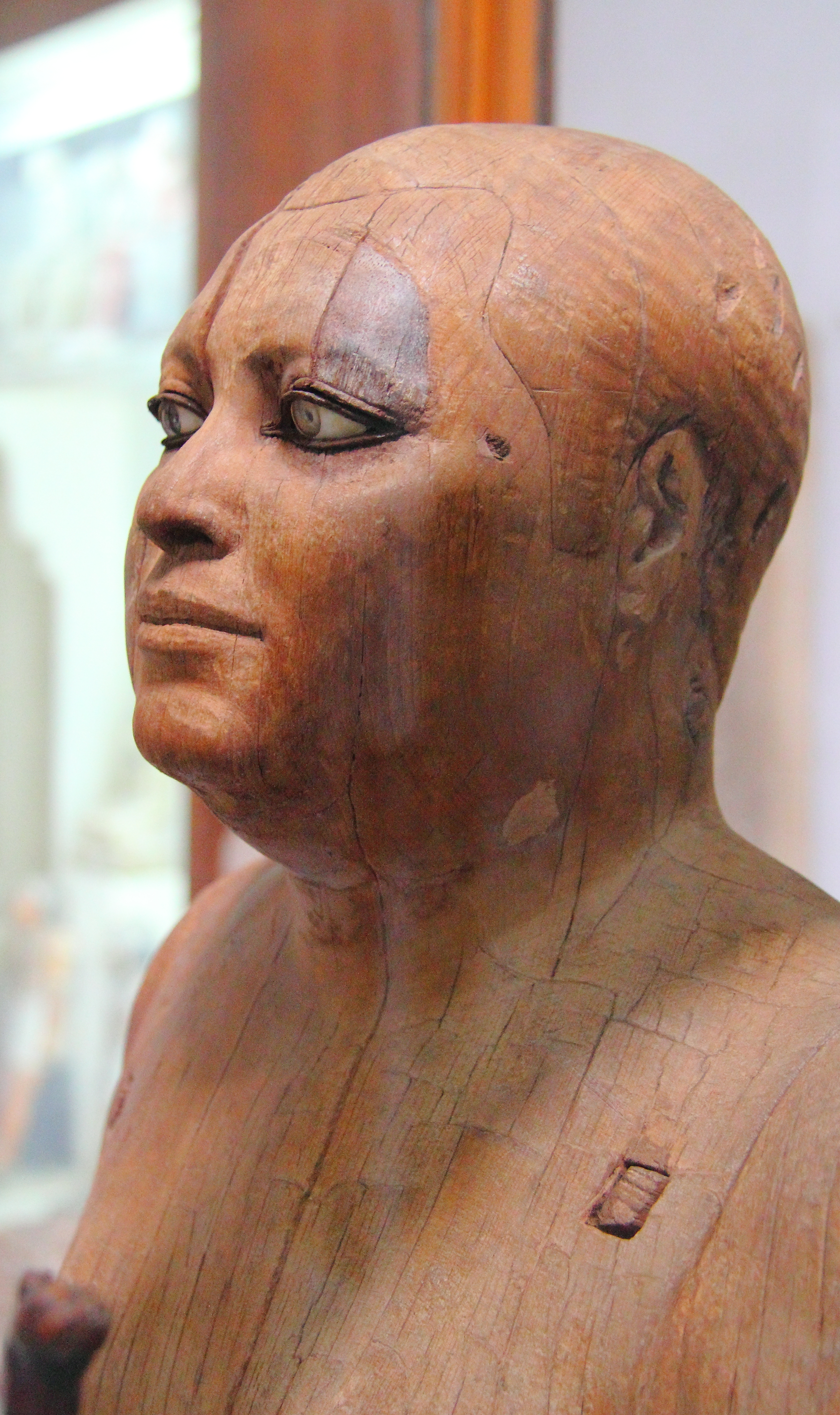
Imagen de la estatua de Ka-aper, o Cheik-El-Beled, en el Museo Egipcio de El Cairo.

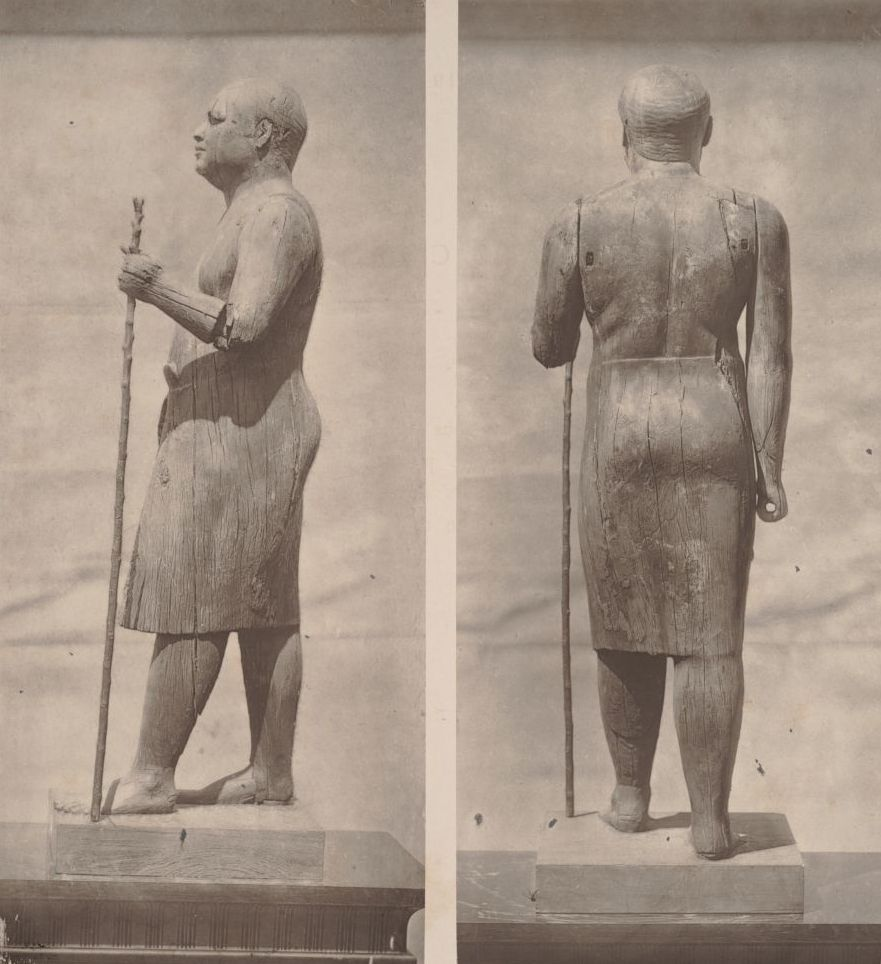
Antigua fotografía de 1872 de Ka-aper «El alcalde del pueblo».

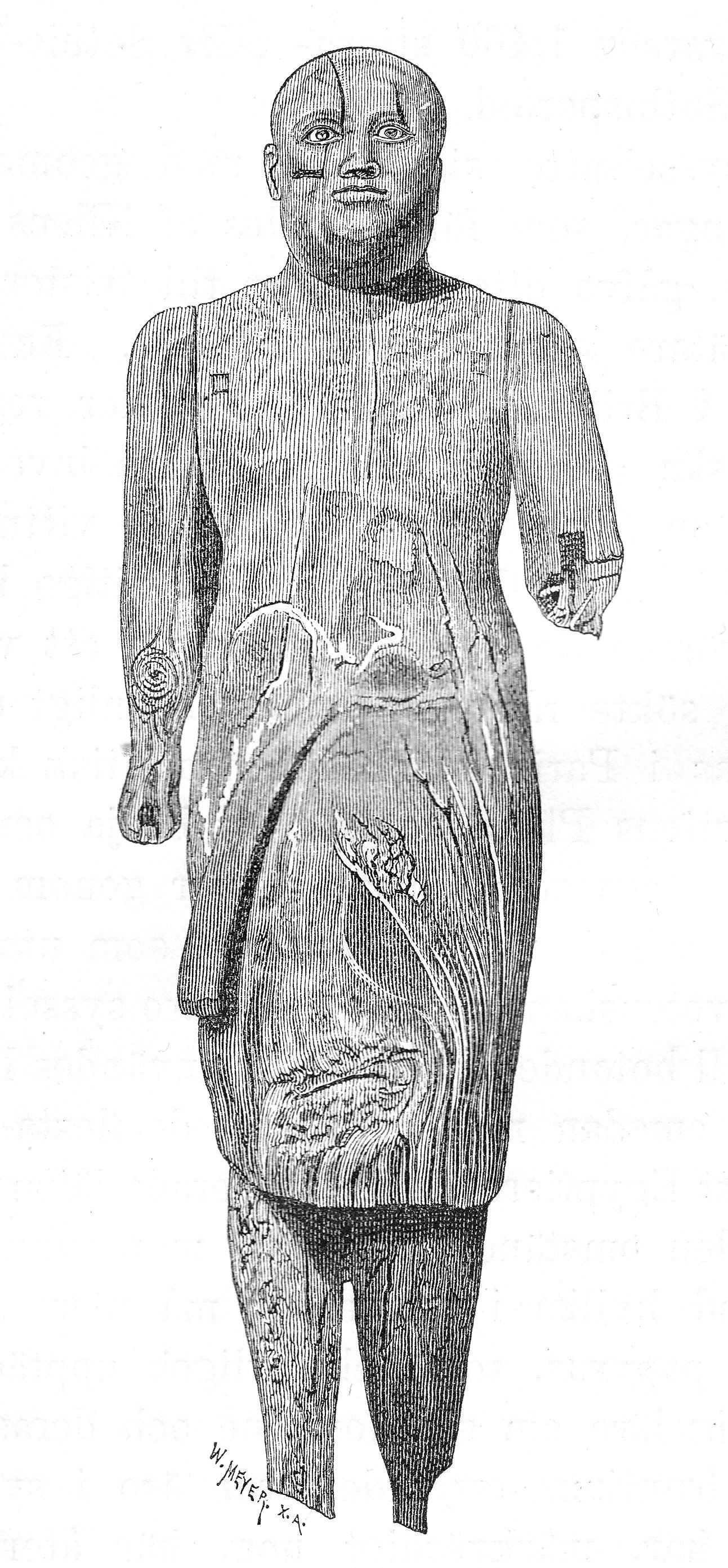
Imagen de Ka-aper antes de su restauración.

Kaaper o Ka’aper, conocido también como el alcalde del pueblo, es una escultura en madera del noble egipcio Ka-aper, que fue tallada en la época del Imperio Antiguo de Egipto, a finales de la IV o principios de la V dinastía. 

## Hallazgo e historia
La estatua fue hallada en el año 1860, durante las excavaciones llevadas a cabo por Auguste Mariette - (1821-1881), egiptólogo francés nacido el 11 de febrero de 1821 en Boulogne-sur-Mer - en la mastaba de Ka-aper, (36 o "Saqqara C8"), situada al norte de Saqqara, necrópolis principal de la ciudad de Menfis, en la ribera occidental del Nilo, situada a unos treinta kilómetros de El Cairo y a diecisiete de la ciudad de Guiza. Está al norte de la pirámide escalonada de Zoser. 
Durante la excavación, los excavadores egipcios desenterraron la estatua y, aparentemente impresionados por su excepcional realismo, lo llamaron Cheik-El-Beled (en árabe, «el alcalde del pueblo») probablemente debido a un cierto parecido entre la estatua y su jeque local.

## Figura histórica
La estatua representa a Kaaper, un noble egipcio que fue "Jefe de los sacerdotes lectores" y gobernador del Bajo Egipto, sacerdote y escriba que vivió entre la IV Dinastía y principios de la V Dinastía (alrededor del año 2500 a. C.). A pesar de que su rango no era de los superiores en la sociedad egipcia, es muy conocido gracias a esta estatua de madera.
Se sabe poco de la vida de Kaaper; sus títulos fueron sacerdote lector (Kher-heb) y escriba del ejército del rey, este último posiblemente relacionado con algunas campañas militares en el sur de Palestina.

## Conservación
- La figura se exhibe de forma permanente en el Museo Egipcio de El Cairo, CG 34.

## Características
- Estilo: Arte egipcio.
- Material: madera de sicomoro, cobre, alabastro, cristal de roca y obsidiana.
- Altura: 1,12 metros.

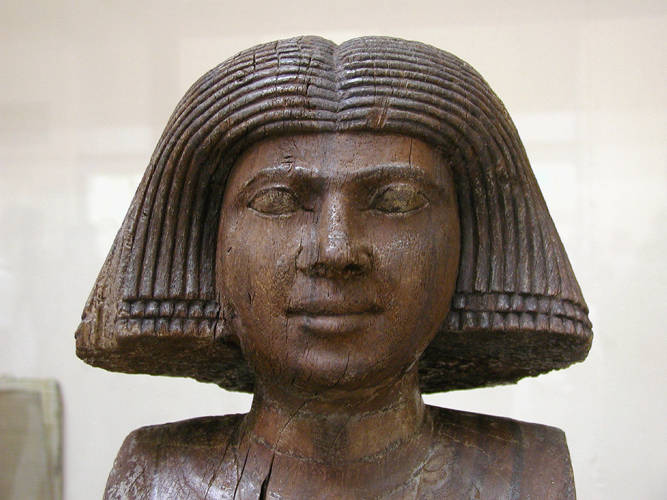
La esposa de Kaaper, detalle.

Representa al corpulento Kaaper mientras camina con un báculo. El rostro de la estatua, redondo, calmado, es casi realista gracias a los ojos, que se hicieron usando cuarzo y pequeñas placas de cobre; a menudo se cita como ejemplo del notable nivel de habilidad artística logrado a finales de la IV dinastía.

De la misma mastaba también procede otra estatua de madera de una mujer, habitualmente considerada como la esposa de Kaaper (CG 33).

## Para saber más
- Vandersleyen, Claude I. (1983). «La Date du Cheikh el-Beled». Journal of Egyptian Archaeology 69: 61-65.